# Christoph Graf
Christoph Graf (Pfaffnau, 5 september 1961) is de huidige commandant van de pauselijke Zwitserse Garde.
Graf werd geboren in het Zwitserse kanton Luzern. Graf dient sinds 1987 bij de pauselijke Zwitserse Garde. Hij was instructeur en sergeant-majoor. Hij werd in 2010 bevorderd tot luitenant-kolonel en vice-commandant. In deze functie was hij de belangrijkste adviseur van de commandant, onder andere verantwoordelijk voor personeelszaken en externe communicatie.
Op 7 februari 2015 werd hij door paus Franciscus aangesteld als 35ste Commandant van de Zwitserse Garde. Hij volgde Daniel Anrig op die door de paus uit zijn ambt werd ontheven.
Graf is getrouwd en vader van 2 kinderen.

## Onderscheidingen
- Commandeur in de Orde van Verdienste op 18 april 2015[3]
- Commandeur met ster in de Orde van de H. Paus Silvester